# Gábor Gerstenmájer
Gábor Gerstenmájer (n. 13 septembrie 1967, Satu Mare, România) este un fotbalist român de etnie maghiară din România. În sezonul 1991-1992 al Diviziei A, când a evoluat la Dinamo București, a fost golgheterul României.
S-a retras din activitatea de fotbalist în Elveția, unde a început și cariera de antrenor, pregătind echipe din Liga a II-a elvețiană. A ocupat funcția de antrenor secund la Grasshopper Zürich.
Dintre cele trei selecții la echipa națională de fotbal a României, cea mai importantă este cea din deplasarea de la Cardiff, contra Țării Galilor, când a evoluat din minutul 70, luându-i locul căpitanului Gheorghe Hagi, meciul terminându-se cu victoria decisivă cu 2-1 a României.